# Heart Made Up on You
Heart Made Up on You è il terzo EP del gruppo musicale pop rock e alternative rock statunitense R5, il secondo pubblicato dall'etichetta discografica Hollywood Records. L'EP è stato pubblicato il 22 luglio 2014 e precede il secondo album della band, atteso per la primavera 2015.

## Singoli
Heart Made Up on You, il brano da cui prende il nome l'EP, è stato estratto come singolo. L'audio ufficiale è stato pubblicato la sera del 21 luglio sul sito della band, precedendo quindi di alcune ore la pubblicazione dell'EP. Il video ufficiale è invece stato pubblicato il 5 agosto.

## Accoglienza
L'EP Heart Made Up On You è stato molto apprezzato da Rachel Ho di Musichel, che ha elogiato la band per aver creato "un sound originale per gli R5". Inoltre, ha aggiunto che "con Heart Made Up on You, gli R5 hanno dimostrato ancora una volta di avere quel magico tocco musicale che continuerà a tenerli al top".

## Tracce
1. Heart Made Up on You – 3:00
2. Things Are Looking Up – 3:05
3. Easy Love – 3:54
4. Stay With Me – 3:21

## Classifiche
| Classifiche (2014) | Posizione massima |
| Polonia (ZPAV)     | 19                |
| Billboard 200      | 36                |
| ------------------ | ----------------- |